# Ти повинен жити
Ти повинен жити (рос. Ты должен жить) — радянський художній фільм 1980 року, знятий на кіностудії «Ленфільм».

## Сюжет
1945 рік. На польовому аеродромі, який обслуговує команда молодих дівчат, базується полк штурмової авіації. Йдуть останні дні війни… В одному з боїв штурмовик лейтенанта Волиніна, пошкоджений осколком снаряда, сів на території, окупованій німцями. Повітряний стрілець Щєпов виніс пораненого командира з палаючого літака. За допомогою польської вчительки Анни їм вдалося пробратися до своїх. І знову почалися фронтові будні. За кілька днів до Перемоги загинув Діма Щєпов. Тяжко переживав Волинін загибель друга. Але ще важче було йому дізнатися про смерть Анни, яку він полюбив і яку обіцяв знайти після війни…

## У ролях
- Володимир Пучков — Борис Волинін, лейтенант, старший лейтенант
- Євген Стеблов — Діма Щєпов, повітряний стрілець, молодший сержант, комсорг
- Жанна Прохоренко — Маруся, сержант
- Марина Дюжева — Оксана, рядова
- Нана Кавтарадзе — Люлю, молодший сержант
- Ірина Муравйова — Клава, рядова
- Іоанна Сенкевич — Анна, вчителька, полька
- Ігор Кваша — Саша, льотчик, підполковник
- Едуард Марцевич — Степан Федосійович, капітан
- Сергій Никоненко — Ігор Васильєв, старший лейтенант, старший авіатехнік, керує дівчатами-авіатехніками
- Олексій Ейбоженко — Олексій Жигарєв, капітан
- Олексій Жарков — Льошка Рожков, льотчик
- Микола Гринько — Семен Григорович, офіцер
- Олександр Сокуров — Микола Дорофєєв, офіцер
- Віктор Мірошниченко — Микола, солдат, водій
- Антон Табаков — Гена Коржухін, молодший сержант, повітряний стрілок
- Олександр Пашутін — однорукий офіцер на танцях
- Михайло Васьков — Юра, молодий льотчик
- Віктор Терехов — телефоніст
- Юрій Черниченко — Юрій Павлович, генерал
- Іван Патрикян — епізод
- Володимир Алексеєнко — пан Гжесь, дід-поляк
- Роман Кошель — епізод
- Борис Невзоров — льотчик
- Олексій Миронов — фронтовий шофер
- Олена Соловйова — епізод

## Знімальна група
- Режисер-постановник — Володимир Чумак
- Сценарист — Майя Чумак
- Оператор-постановник — Дмитро Месхієв
- Композитор — Дмитро Шостакович
- Художник-постановник — Євген Гуков
- Художник по костюмах: Наталія Васильєва